# Guillaume de Gadagne
Pour les articles homonymes, voir Gadagne.
Guillaume de Gadagne, né le 16 janvier 1534 à Lyon et mort le 26 janvier 1601 dans cette même ville, est un militaire et noble français, issu d'une riche famille de banquiers et de commerçants originaire de Pontassieve, ville voisine de Florence, qui fut chassée d'Italie par les Médicis : les Guadagni.

## Biographie
Guillaume est le fils de Thomas II de Gadagne et Peronette Berti, et le petit-neveu de Thomas Ier de Gadagne, dit « le riche ».
Le 23 novembre 1561, il épousa Jeanne de Sugny (morte le 19 janvier 1601), descendante d'une vieille famille du Forez (sa sœur Françoise de Sugny épouse Claude d'Urfé, fils de Claude). Ils auront 3 garçons : Claude, Nicolas et Gaspard de Gadagne ; et 5 filles : Lucrèce, Diane, Hilaire, Anne (femme d'Antoine d'Hostun, d'où la succession de Verdun et de Bouthéon) et Gabrielle de Gadagne (belle-mère de Melchior Mitte de Chevrières).
Avec son frère Thomas III de Gadagne, il fut locataire puis, de 1545 à 1581, propriétaire de l'Hôtel de Gadagne (actuellement Musées Gadagne) à Lyon. Mais sa résidence principale fut le château de Bouthéon (dans l'actuel département de la Loire), qu'il acheta en 1561. Guillaume se faisait d'ailleurs appelé "Monsieur de Bothéon".
Guillaume de Gadagne fut sénéchal de Lyon (à partir 1554) et lieutenant général pour le Lyonnais, le Forez et le Beaujolais (1554-1555 puis à partir de 1588).
Le roi Henri II en fit l'un des vingt-quatre gentilshommes de sa Chambre.
Se distinguant à la Bataille de Dreux (1562), il est récompensé du collier de l'Ordre de Saint-Michel par le roi Charles IX.
En 1588, le roi Henri III le nomme Conseiller du Roi en son Conseil d'Etat. La même année, il est également élu député de la noblesse forézienne aux États généraux de 1588-1589.
Pour sa loyauté durant les Guerres de Religion, le roi Henri IV lui remit, en 1597, la croix de l'Ordre du Saint-Esprit, la plus haute distinction du royaume. En 1600, le roi lui demanda d'organiser les préparatifs pour l'arrivée à Lyon de Marie de Médicis, la future reine.
Seigneuries : il acquiert en mars 1555 Verdun-sur-le-Doubs ; en avril 1561 Bothéon ; en 1563, Périgneux et Le Fay (St-Héand et St-Galmier avaient été acquis par son père en 1537) ; en juin 1581, Miribel en Forez ; et aussi la Merlée à Noirétable,,.
Guillaume et son épouse furent enterrés le 5 février 1601 en l'Église Notre-Dame-de-Confort à Lyon.

## Armoiries
- De Gueules à la croix dentelée d'or.

## Postérité
A Andrézieux-Bouthéon, une rue menant au château de Bouthéon porte son nom.